# Ꞹ
Cette page contient des caractères spéciaux ou non latins. S’ils s’affichent mal (▯, ?, etc.), consultez la page d’aide Unicode.
Ne doit pas être confondu avec Ʉ.
La lettre U barré diagonalement ou U barré, Ꞹ (minuscule ꞹ), est une lettre utilisée dans l’écriture du matlatzinca, du mazahua et du tlahuica. Elle n’est pas à confondre avec le u barré horizontalement ‹ ʉ ›.

## Usage
Verner Dahlerup utilise l’u barré diagonalement pour transcrire l’u barré du manuscrit de Flensbourg du Jyske Lov du 14e siècle, celui-ci et le v barré diagonalement ‹ ꝟ › y sont utilisés pour écrire le même son que la lettre y,.

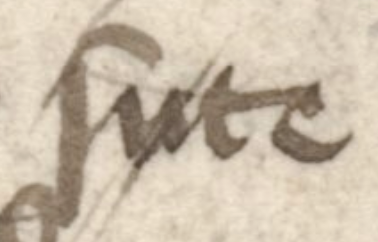
Exemple de ꞹ dans le manuscrit Stockholm Vu 73.

L’u barré diagonalement a été utilisé en moyen bas allemand,,,, notamment dans Theophelus dans le manuscrit Stockholm Vu 73 ou dans certains manuscrits de Mecklenbourg, Wismar (comme le Wismarer Stadtbuch ou le Wismarer Privilegienbuch) ou Lübeck, comme le v barré ou l’y.
En linguistique, l’u barré diagonalement ‹ ꞹ › est parfois utilisé comme variante typographique du u barré horizontalement ‹ ʉ ›.
Le u barré diagonalement est utilisé dans l’alphabet phonétique de l’Atlas linguistique slave.
En tlahuica, dans l’alphabet de la sous-direction technique de la Dirección General de Educación Indígena de 1982, sa révision par Elpidia Reynoso en 1998 et l’alphabet pratique de Muntzel et Martínez, l’u barré diagonalement ‹ ꞹ › est utilisé comme lettre pour représenter la voyelle fermée centrale arrondie [ʉ].

## Représentations informatiques
Le u barré diagonalement peut être représenté avec les caractères Unicode (depuis la version 11.0) suivants :
| formes    | représentations | chaînes de caractères | points de code | descriptions                                   |
| --------- | --------------- | --------------------- | -------------- | ---------------------------------------------- |
| capitale  | Ꞹ               | Ꞹ                     | U+A7B8         | lettre majuscule latine u barré diagonalement  |
| minuscule | ꞹ               | ꞹ                     | U+A7B9         | lettre minjuscule latine u barré diagonalement |

Le u barré diagonalement peut être représenté de manière approximative aves les caractères Unicode suivants :
| capitale  | U̸ | U◌̸ | U+0055 U+0338 | lettre majuscule latine u diacritique barre oblique longue couvrante |
| minuscule | u̸ | u◌̸ | U+0075 U+0338 | lettre minuscule latine u diacritique barre oblique longue couvrante |